# Hällestads församling, Lunds stift
Hällestads församling var en församling i Lunds stift och i Lunds kommun. Församlingen uppgick 2002 i Dalby församling.

## Administrativ historik
Församlingen har medeltida ursprung.
Församlingens var före 1645 annexförsamling i pastoratet Dalby och Hällestad som före 1530 även omfattade Bonderups församling. Från 1645 till 1 maj 1925 var den moderförsamling i pastoratet Hällestad och Dalby som från 1680 även omfattade Bonderups församling. Från 1 maj 1925 till 2002 annexförsamling i pastoratet Dalby, Hällestad och Bonderup som före 1962 även omfattade Gödelövs församling. Församlingen uppgick 2002 i Dalby församling.

## Kyrkor
- Hällestads kyrka